# Денисовка (Пермский край)
Денисовка — деревня в Верещагинском районе Пермского края. Входит в состав Путинского сельского поселения.

## Географическое положение
Деревня расположена примерно в 8 км к юго-востоку от административного центра поселения, села Путино. Ближайшая железнодорожная станция — о.п. Путино, находится примерно в 2 км от деревни.

## Население
| 2010 |
| ---- |
| 16   |

## Топографические карты
- Лист карты O-40-61 Сепыч. Масштаб: 1 : 100 000. Издание 1989 г.